# Santa María Yosoyúa
Santa María Yosoyúa là một đô thị thuộc bang Oaxaca, México. Năm 2005, dân số của đô thị này là 1284 người.